# Arcibiskupské muzeum
Arcibiskupské muzeum v Katovicích je muzeum náboženského umění oblasti katovické diecéze, které je spojeno s historií katolické církve a obyvateli Horního Slezska. Muzeum bylo založeno v roce 1975 z rozhodnutí katovického biskupa Herberta Bednorze.

## Historie

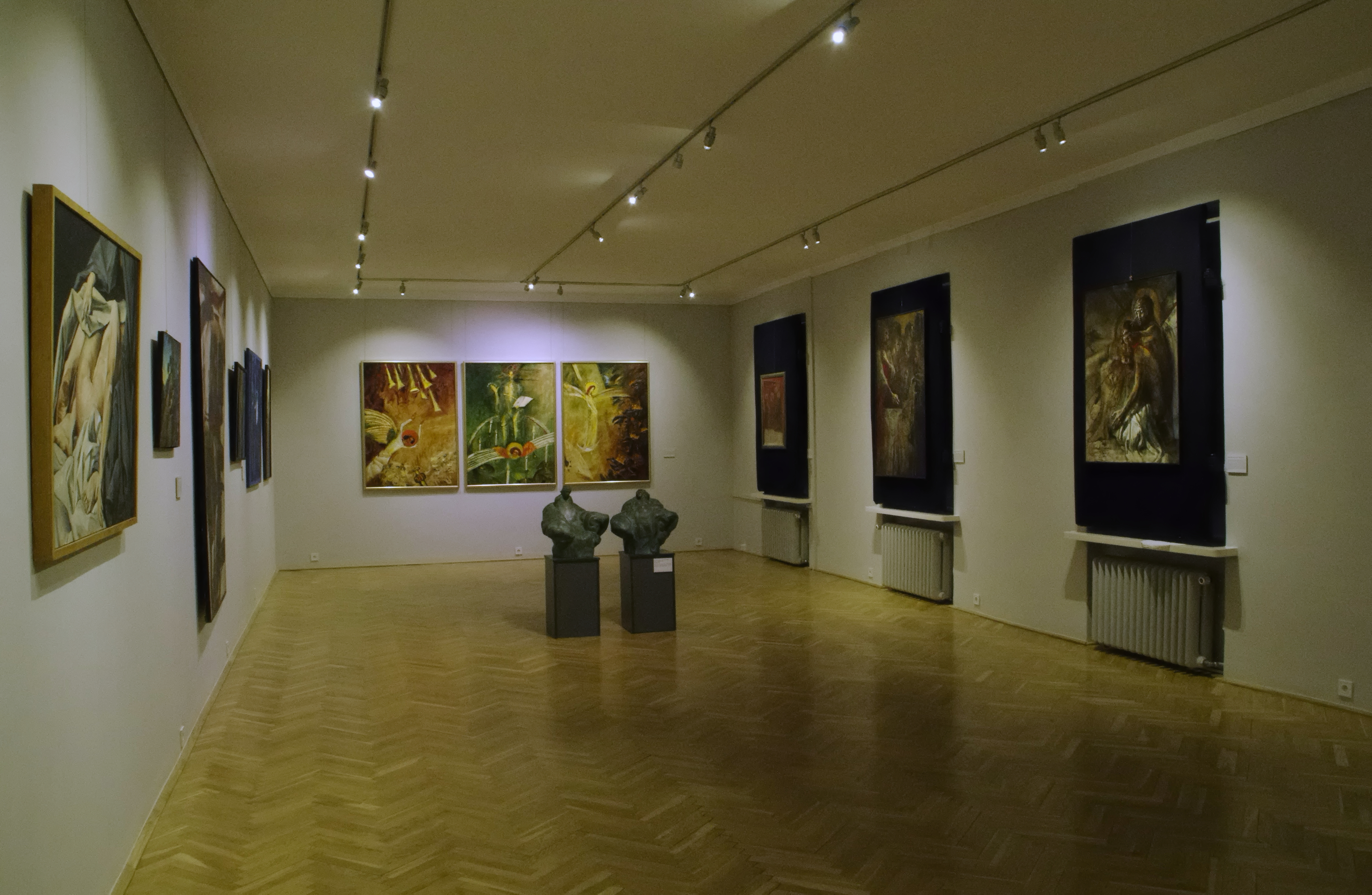
Muzeum, 2019

Sbírky náboženského umění byly před druhou světovou válkou umístěny v depozitáři Slezského muzea, které vedl profesor Tadeusz Dobrowolský. V období německé okupace byla část sbírek Slezského muzea zničena, včetně náboženského umění. Jiná část sbírek byla umístěna v muzeu v Bytomi. I když muzeum bylo založeno v roce 1975, biskupská kurie nezískala sbírky ze Slezského muzea, protože komunistická vláda bránila vydání těchto sbírek. Sbírky byly navráceny až v roce 1980. Dne 20. listopadu 1983 vzniklo současné muzeum v pravém křídle budovy biskupské kurie. Toto datum je považováno za vznik Arcibiskupského muzea v Katovicích.

## Sbírky
Arcidiecézní muzeum inventarizuje, shromažďuje, uchovává, chrání (konzervuje) a zpřístupňuje ke zkoumání historické předměty související s náboženským uměním, památky související s náboženským životem, předměty světského obsahu pocházející z farností a darů, předměty související s regionem a historií diecéze.
Zařízení získalo několik sbírek, včetně sbírky kněze Emila Szramka, Marie Korfanty Ullmann, stejně jako memorabilie související s hnutím Solidarita. Je zde bohatá sbírka slezských nakladatelství a polských knih vydávaných v Německu. Sbírka více než pěti set medailí dokumentuje mnoho událostí a osobní život církve a národa.

### Malování, grafika, kresba
- Slezsko-Malopolské malířství 15. století
- Renesanční malířství
- Barokní malířství
- Západoevropská malba (Rafael Santi, Hendrick van Cleve III, Innocenzo Francucci, Alessandro Varotari, Jan Brueghel starší, Jusepe Ribera, Nicolas Poussin, Adriaen van Ostade, Francisco de Zurbarán, Aurel Naray)
- Obrazy polských současných malířů (např. Seweryn Bieszczad, Julian Fałat, Stanisław Wyspiański, Adam Bunsch, Teodor Axentowicz, Zygfryd Dudzik, Maciej Bieniasz, Genowefa Targosz, Werner Lubos, Witold Pałka, Roman Nyga, Krystyusz Filipoberska, Trystausz Czowowska)
- Grafika (Roman Kalarus)

### Sochařství a řemesela
- Gotické a pozdější liturgické nádoby
- Historické oděvy
- Dřevěné středověké sochy zobrazující Pannu Marii, Krista a svaté
- Sochy z přelomu 15. a 16. století
- Sochy z 18. století svatého Jana Nepomuka a evangelistů Jana a Marka
- Moderní sochařství (včetně Wacław Szymanowski, Zygmunt Langman, Xawery Dunikowski, Karol Hukan)
- Medaile (autor, mimo jiné Zygmunt Brachmański, Stanisław Szukalski a Jan Wysocki)
- Etnografická sbírka předmětů sloužících lidové zbožnosti. K muzeálním fondům patří memorabilia diecézních akcí, suvenýry související s činností biskupů a slezských kněží, farní a cechovní prapory, dokumenty víry, kultury a jazyka slezského lidu. Obrazy současných autorů v muzeálních sbírkách pocházejí z mnoha výstav pořádaných v institucí. Ve Slezském vojvodství je to jediné muzeum náboženského umění.

V muzeu působí galerie současného umění Fra Angelico.